# Присъединяване на Тесалия към Древна Македония
Присъединяването на Тесалия към Древна Македония е в резултат от политиката и военните походи на Филип II Македонски през IV век пр. Хр., и по-точно в годините 358 – 344 г. пр. Хр.
В Антична Тесалия в края на V век пр. Хр. се води жестока борба за власт между полисите обединени около Лариса в тесалийски съюз и тираните на Фере, които се опитват да подчинят цялата област.
Управляващия Лариса олигархически клан на Алевадите се обръща за военна помощ към набиращия мощ цар на Македония Александър II. В 358 г. пр. Хр. Александър Ферейски е убит от синовете на Язон Ферейски – Тисифон и Ликофрон II, които вземат властта във Фере и продължават политиката на баща си за покоряване на свободните тесалийски градове.
По този начин Древна Македония е въвлечена в тесалийските дела, а в крайна сметка и в общоелинските такива по време на Третата свещена война. След подчиняването на Тесалия, Филип II е признат от тесалийците за архонт на Тесалия, както и главнокомандващ обединената тесалийска армия с конница. Това е решителната стъпка към налагането на македонската хегемония в Елада.